# Two Bush Island
Two Bush Island (von: zwei den Seglern als Orientierung dienenden Kiefern. 1820 noch eine vorhanden.) ist der Name einer Insel und des darauf befindlichen Leuchtturms in Maine. Das eckige Ziegelgebäude markiert das nördliche Ende des Two Bush Channel und die Ostseite des Eingangs in den Muscle Ridge Channel, der in die Penobscot Bay führt. 
Der Leuchtturm wurde 1897 errichtet, 1963 erfolgte die Umstellung auf automatischen Betrieb. Im Verlauf der folgenden Jahre plante die United States Coast Guard den Abriss des Wärterhauses und der Nebengebäude, aber bis zum Ende des Jahrzehnts fand sich niemand, der im Rahmen der Richtlinien und unter Einhaltung des Budgets diese Aufgabe übernehmen wollte. Anfang des folgenden Jahrzehnts erfolgte deshalb die Sprengung durch die in Massachusetts stationierte 10th Special Forces Group der U.S. Army, welche zu bedeutenden, aber nur oberflächlichen Beschädigungen des Turms und der Laterne führte.
Seitdem steht die gesamte Insel unter Verwaltung des United States Fish and Wildlife Service, der hier ein Schutzgebiet betreibt.
Der Leuchtturm sendet von einer Laterne in Höhe von ca. 21 m (65 Fuß) über dem Meeresspiegel ein weißes Blinklicht mit einem roten Abschnitt aus. 
Der Turm kann von der Rackliff Island Road in Spruce Head beobachtet werden, jedoch befindet er sich ca. 6,3 km (4,1 Meilen) südöstlich; die Lively Lady Too bietet von Camden im Rahmen von Lighthouse Cruises Möglichkeiten einer genaueren Betrachtung.